# Myra Ward
Myra Ward, artiestennaam van Myra Sijrier (Tegelen, 23 augustus 1916 - Den Haag, 26 juni 1990) was een Nederlands toneelactrice.

## Korte biografie
Ward werd geboren als Myra Sijrier. Haar moeder was Wilhelmina Louisa Lippens, haar vader Willem Hendrik Ward Sijrier, die in de Verenigde Staten onder de naam Walter Ward als acteur actief was. De naam Ward was de achternaam van zijn moeder Catharina. Toen Myra haar acteercarrière begon gebruikte ze net als haar vader haar oma's achternaam.
Ward speelde op haar twaalfde haar eerste toneelrollen. Ook trad ze op in het ballet en bij de Fritz Hirsch Operette. In 1935 debuteerde ze bij het in Den Haag gevestigde Vereenigd Rotterdamsch-Hofstad Tooneel van Cor van der Lugt Melsert. Ze was getrouwd met Louis de Bree van 1941 tot 1949. Bij het Rotterdamsch Hofstad Tooneel leerde zij haar tweede echtgenoot Paul Steenbergen kennen, met wie ze trouwde op 2 oktober 1950. Van 1946 tot 1949 was zij verbonden aan Het Vrije Toneel (het Ruys Ensemble) van Cor Ruys en vanaf 1949 aan de Haagse Comedie. Ze won in 1957 de Theo d'Or, de toneelprijs voor de beste vrouwelijke hoofdrol. In 1973 verliet ze samen met haar man de Haagse Comedie. Op 26 juni 1990 overleed Myra Ward, 73 jaar oud.

## Toneel
Myra Ward speelde in vele toneelstukken, waaronder Trijntje Cornelis van Constantijn Huygens, De eerbiedige lichtekooi van Jean-Paul Sartre, Moortje van Bredero, Dylan Thomas van Sidney Michaels, Mooi weer vandaag van David Storey, Alles over Liefde van Arthur Schnitzler.
Ze werd drie keer gekozen tot beste actrice:
- 1955-1956 in Requim voor een non (Sanctuary) van William Faulkner voor haar rol van Temple Drake
- 1957-1958 in De goede mens van Sezuan (Der gute Mensch von Sezuan) van Bertolt Brecht voor haar rol van Shen-Te
- 1959-1960 in Principes (Das Prinzip) van Hermann Bahr voor haar rol van Lene Kuk

## Film
- 1938 - Veertig Jaren als Lily Burger
- 1939 - Boefje
- 1948 - Niet tevergeefs
- 1961 - Gevaarlijk tussenspel
- 1975 - Rooie Sien als ma Breman
- 1975 - Van oude mensen, de dingen die voorbijgaan (televisieserie) als tante Adèle Takma

## Radio
Ze deed in de jaren vijftig mee aan In Holland staat een huis, het populaire hoorspel van Annie M.G. Schmidt, in de rol van Dorry, de vriendin van Rob Doorsnee. Ook sprak ze voor de NCRV een serie sprookjes in die werden uitgezonden onder de naam Op bezoek bij Moeder de Gans.